# Proceratophrys subguttata
Espèce
Statut de conservation UICN

 LC  : Préoccupation mineure
Proceratophrys subguttata est une espèce d'amphibiens de la famille des Odontophrynidae.

## Répartition
Cette espèce est endémique des forêts côtières du Sud du Brésil. Elle se rencontre dans l'est du Paraná et dans le nord-est du Santa Catarina.

## Publication originale
- Izecksohn, Cruz & Peixoto, 1999 "1998" : Sobre Proceratophrys appendiculata e algumas espécies afins (Amphibia; Anura; Leptodactylidae). Revista da Universidade Rural, Série Ciências da Vida, vol. 20, no 1-2, p. 37-54 (texte intégral).